# 韦河畔绍富
韦河畔绍富是法国科雷兹省的一个市镇，属于布里夫拉盖拉尔德区（Brive-la-Gaillarde）梅萨克县（Meyssac）。该市镇总面积7.19平方公里，2009年时的人口为419人。

## 人口
韦河畔绍富（Chauffour-sur-Vell）人口变化图示